# Hilda Cameron
Hilda May Cameron (née le 14 août 1912 à Toronto et décédée en avril 2001 dans la même ville) est une athlète canadienne spécialiste du 100 mètres. 

## Biographie

### Palmarès
| Date | Compétition                  | Lieu    | Résultat | Épreuve   | Performance |
| ---- | ---------------------------- | ------- | -------- | --------- | ----------- |
| 1934 | Jeux de l'Empire britannique | Londres | 5e       | 220 yards | —           |
| 1936 | Jeux olympiques d'été        | Berlin  | 3e       | 4 × 100 m | 47 s 8      |

### Records
| Épreuve    | Performance | Lieu | Date |
| ---------- | ----------- | ---- | ---- |
| 100 mètres | 12 s 4      |      | 1936 |